# 卡尔卢克市镇
卡尔卢克市镇（俄语：Карлукское муниципальное образование）是俄罗斯联邦伊尔库茨克州伊尔库茨克区所属的一个市镇。其下辖有1个居民点，行政中心为卡尔卢克。据2016年统计，该市镇的人口为3356人。